# 2012 en hockey sur glace
Cette page présente les éléments de hockey sur glace de l'année 2012, que ce soit d'un point de vue rencontres internationales ou championnats nationaux. Les grandes dates des différentes compétitions sont données ainsi que les décès de personnalités du hockey mondial.

## Amérique du Nord

### Ligue nationale de hockey
La saison 2011-2012 de la Ligue nationale de hockey se déroule entre le 6 octobre 2011 et le 7 avril 2012. Après les 82 matchs joués au cours de la saison régulière, les Canucks de Vancouver finissent premiers de l'Association de l'Ouest et de toute la LNH avec 111 points ; ils terminent deux points devant les Rangers de New York meilleure équipe de l'Association de l'Est. Le classement des pointeurs est dominé par Ievgueni Malkine (Penguins de Pittsburgh) avec 109 points, alors que Steven Stamkos (Lightning de Tampa Bay) inscrit 60 buts pour le meilleur total de la saison et enfin Henrik Sedin (Vancouver) inscrit le plus haut total de passes décisives avec 67 aides.
Les séries éliminatoires de la Coupe Stanley débutent le 11 avril entre les huit meilleures équipes de chaque conférence. Huitièmes de l'association de l'Ouest à l'issue de la saison régulière, les Kings de Los Angeles remportent la Coupe Stanley contre les Devils du New Jersey, sixièmes de l'association de l'Est, en six rencontres.

### Ligue américaine de hockey
- 9 juin : les Admirals de Norfolk remportent la Coupe Calder.

### ECHL
- Vainqueur de la Coupe Kelly : Everblades de la Floride.

### Ligue canadienne de hockey
Les Sea Dogs de Saint-Jean remportent la Coupe du président en battant en quatre rencontres l'Océanic de Rimouski.
Les Knights de London remportent la coupe J.-Ross-Robertson en battant les IceDogs de Niagara en cinq rencontres.
Les Oil Kings d'Edmonton remportent le trophée Scotty-Munro en battant les Winterhawks de Portland en sept rencontres.
Les Cataractes de Shawinigan, équipe hôte du tournoi, remportent la Coupe Memorial en battant en finale les Knights de London par la marque de 2 à 1.

## Europe

### Coupe continentale
- 15 janvier 2011 : Le club français du Rouen hockey élite 76 remporte à domicile la coupe continentale, la première dans l'histoire du hockey sur glace français.
- Coupe d'Europe féminine des clubs champions

### Allemagne
- Vainqueur de la DEL : Eisbären Berlin

### Autriche
- Vainqueur de l'EBEL : EHC Linz (1er avril 2012).

### Biélorussie
- Vainqueur de l'Ekstraliga : Metallourg Jlobine

### Danemark
- Vainqueur de la AL-Bank ligaen : Herning Blue Fox

### Espagne
- Vainqueur de la Liga Nacional : Club Hielo Jaca

### Finlande
- Vainqueur de la SM-Liiga : JYP Jyväskylä

### France
- Vainqueur de la Ligue Magnus : les Dragons de Rouen remportent le 7 avril la Coupe Magnus après avoir fini premiers de la saison 2011-2012 ; il s'agit de leur troisième victoire consécutive et de la douzième Coupe de leur histoire. Ils s'imposent 4 matchs à 2 en finale contre les Brûleurs de Loups[3].
- le 29 janvier, les Ducs de Dijon remportent l'édition 2011-2012 de la Coupe de France en battant les Dragons de Rouen en prolongation 7-6[4].

### Hongrie
- Vainqueur du Championnat de Hongrie : Alba Volán Székesfehérvár.

### Italie
- Vainqueur de la Serie A : HC Bolzano.

### Norvège
Vainqueur de la GET-ligaen : Stavanger Oilers

### République tchèque
Vainqueur de l'Extraliga : HC Pardubice

### Royaume-Uni
- Vainqueur de l'EIHL : Belfast Giants

### Russie/KHL
- Vainqueur de la Coupe Gagarine : OHK Dinamo
- Vainqueur de la Coupe Bratine : Toros Neftekamsk

- Vainqueur de la Coupe Kharlamov : Omskie Iastreby

### Slovaquie
Vainqueur de l'Extraliga : HC Slovan Bratislava

### Slovénie
Vainqueur du championnat de Slovénie : HDD Olimpija Ljubljana.

### Suède
Vainqueur de l'Elitserien : Brynäs IF

### Suisse
Vainqueur de la LNA : ZSC Lions

## Compétitions internationales

### Championnat du monde
L'édition 2012 du championnat du monde se dispute en Finlande et en Suède du 4 au 20 dans les villes de Helsinki et de Stockholm.

### Championnat du monde junior
Le championnat du monde junior 2012 a lieu dans les villes du Canada de Calgary et d'Edmonton, en Alberta. Les matchs sont disputés entre le 26 décembre 2011 et le 5 janvier 2012 dans Scotiabank Saddledome de Calgary et le Rexall Place d’Edmonton. La Suède remporte la médaille d'or en battant en finale la Russie 1-0 avec l'unique but du match inscrit par Mika Zibanejad après soixante-dix minutes de jeu.

## Autres

### Fins de carrière
- 22 février :
  - Tassilo Schwarz[6]
  - Martin Wichser[7]
- 10 mars :
  - Sébastien Bordeleau
  - Martin Steinegger
- 16 mars : Michel Zeiter[8]
- 24 mars : Patrick Oppliger[9]
- 31 mars : 
  - Andreas Dackell
  - Igor Fedoulov[10]
  - Adrien Plavsic[11]
- 2 avril : Christoph Brandner
- 14 avril : Jiří Vykoukal
- 17 avril : Ari Sulander[12]
- 18 avril :
  - Marko Tuomainen[13]
  - Mathias Brägger[14]
  - Marco Gruber[14]
- 25 avril : Philipp Portner[15]
- 27 avril : Martin Kariya[16]
- 29 avril : František Kaberle
- 7 mai : Roman Meluzín
- 15 mai : Thomas Ziegler[17]
- 25 mai : Alekseï Koudachov
- 30 mai : Krisztián Palkovics
- 31 mai : Nicklas Lidström
- 6 juin :
  - Alex Chatelain[18]
  - Chris Clark
- 7 juin : Ian Laperrière
- 20 juin : Ethan Moreau
- 22 juin : Mirko Murovic[19]
- 3 juillet : Nolan Baumgartner
- 12 juillet : Stephen Valiquette
- 13 juillet : Andreas Renz
- 25 juillet : Steve Staios
- 1er août : Daniel Rudslätt
- 2 août : Justin Papineau[20]
- 3 août : Alain Demuth[21]
- 9 août : Jesper Mattsson
- 9 août : Alexandre Rouleau
- 10 août : Éric Landry[22]
- 13 août : Stacy Roest[23]
- 31 août : František Kaberle
- 4 septembre : John Madden
- 20 septembre : Dieter Kalt
- 2 octobre : Vesa Toskala
- 6 octobre : Cory Pecker[24]
- 9 octobre : Dominik Hašek[25]
- 10 octobre : Brett MacLean[26]
- 22 octobre : Adam Mair
- 29 octobre : Sven Felski
- 31 octobre : 
  - Manny Legace
  - Garth Murray
- 13 novembre : Pascal Leclaire
- 20 novembre : Jaroslav Špaček
- 10 décembre : Hannes Hyvönen
- 14 décembre : Stefan Voegele[27]
- 27 décembre : Dan Jancevski[28]

### Décès
- 5 janvier : Xaver Unsinn[29]
- 9 janvier : Ron Caron[30]
- 9 janvier : Aldo Zenhäusern[31]
- 15 janvier : Edouard Ivanov
- 19 janvier : Peter Åslin[32]
- 2 février : Elvin Friedrich[33]
- 9 mars : Herbert Carnegie.
- 22 mars : Ron Stewart
- 14 avril : Émile Bouchard[34]
- 19 avril : Valeri Vassiliev
- 21 avril : Jerry Toppazzini[35]
- 27 avril : Frantisek Prochazka[36]
- 10 mai : Pekka Marjamäki[37]
- 19 mai : Paul Cyr[38]
- 5 juin : Bryan Rufenach[39]
- 6 juin : Vladimir Kroutov[40]
- 15 juin : Jean Ayer[41]
- 18 juin : Urs Lott[42]
- 7 juillet : Guido Spichty[43]
- 23 juillet : Seppo Liitsola
- 1er août : Antonio Bariffi[44]
- 6 septembre : Vladislav Serov[45]
- 7 septembre : Richard Bucher[46]
- 12 septembre 2012 : Walter Salzmann[47]
- 12 octobre : Yvan Guryca[48]
- 20 novembre : Kaspars Astašenko